# Zaō-Schanze
Die Zaō-Schanze (jap. 蔵王ジャンプ台, Zaō jampu-dai) ist eine Skisprunganlage in der japanischen Stadt Yamagata, der Hauptstadt der gleichnamigen Präfektur, im Norden der Hauptinsel Honshū. Sie liegt im dünn besiedelten südöstlichen Stadtteil Zaō Onsen (蔵王温泉), einem von Thermalquellen (Onsen) geprägten Skigebiet am Fuße des Berges Zaō.

## Geschichte
Seit der Fertigstellung der Normalschanze wird dort jährlich im Winter ein Skisprungfestival veranstaltet. In der Saison 1998/99 war sie erstmals Austragungsort von FIS-Wettbewerben. Bis März 2003 fanden dort insgesamt zehn Springen des Continental Cups, der zweithöchsten Wettkampfklasse, statt, bevor die Schanze aus dem Programm genommen wurde. Mit der Etablierung des Continental Cups als höchster Wettkampfklasse der Damen zum Winter 2004/05 rückte die Schanze wieder ins Blickfeld und wurde ab der zweiten Saison in diesen neuen Sprungkalender aufgenommen – hinzu kam der FIS Cup. Als 2011/12 auch für die Damen der Weltcup eingeführt wurde, übernahm man die Zaō-Schanze, so dass sich dort seitdem die besten Skispringerinnen der Welt messen. Der FIS Cup wurde aus Yamagata abgezogen. Von 2013 bis 2015 wurde die Normalschanze modernisiert. Der Anlauf und der Aufsprunghang wurden neu gestaltet und die Schanze mit Matten ausgestattet.

## Technische Daten
| Zaō-Schanze                                | Zaō-Schanze |
| Anlauf                                     | Anlauf      |
| ------------------------------------------ | ----------- |
| Anlauflänge                                | 76 m        |
| Neigung des Anlaufs (γ)                    | 35°         |
| Anlaufgeschwindigkeit                      | 85 km/h     |
| Schanzentisch                              |             |
| Tischhöhe                                  | 2,25 m      |
| Tischlänge                                 | 6 m         |
| Neigung des Schanzentisches (α)            | 10°         |
| Aufsprung                                  |             |
| Höhendifferenz Tischkante bis K-Punkt (h)  | 78,30 m     |
| Längendifferenz Tischkante bis K-Punkt (n) | 43,46 m     |
| Verhältnis Höhen- zu Längendifferenz (h/n) | 0,555       |
| K-Punkt Neigungswinkel (β)                 | 34,5°       |
| Auslauf                                    |             |
| Länge des Auslaufs                         | 90 m        |

## Internationale Wettbewerbe
Genannt werden alle von der FIS organisierten Sprungwettbewerbe.
| Datum            | Kategorie          | 1. Platz                                                                  | 2. Platz                                                                               | 3. Platz                                                                           |
| ---------------- | ------------------ | ------------------------------------------------------------------------- | -------------------------------------------------------------------------------------- | ---------------------------------------------------------------------------------- |
| 10. März 1999    | Continental Cup    | Kazuki Nishishita                                                         | Yūsuke Kaneko                                                                          | Jin’ya Nishikata                                                                   |
| 11. März 1999    | Continental Cup    | Kazuki Nishishita                                                         | Katsutoshi Chiba                                                                       | Thomas Hörl                                                                        |
| 8. März 2000     | Continental Cup    | Stefan Thurnbichler                                                       | Kazuya Yoshioka                                                                        | Manuel Fettner                                                                     |
| 9. März 2000     | Continental Cup    | Jin’ya Nishikata                                                          | Yukitaka Fukita                                                                        | Ryōhei Nishimori                                                                   |
| 14. März 2001    | Continental Cup    | Jin’ya Nishikata                                                          | Kimmo Yliriesto                                                                        | Katsutoshi Chiba                                                                   |
| 15. März 2001    | Continental Cup    | Katsutoshi Chiba                                                          | Kimmo Yliriesto                                                                        | Florian Liegl                                                                      |
| 13. März 2002    | Continental Cup    | Balthasar Schneider                                                       | Daijirō Higuchi                                                                        | Homare Kishimoto                                                                   |
| 14. März 2002    | Continental Cup    | Jernej Damjan                                                             | Homare Kishimoto                                                                       | Balthasar Schneider                                                                |
| 12. März 2003    | Continental Cup    | Akira Higashi                                                             | Thomas Lobben                                                                          | Takanobu Okabe                                                                     |
| 13. März 2003    | Continental Cup    | Yūsuke Kaneko                                                             | Jim Denney                                                                             | Hiroki Yamada                                                                      |
| 10. März 2004    | FIS Race           | Takanobu Okabe                                                            | Yukio Sakano                                                                           | Herman Huczkowski                                                                  |
| 11. März 2004    | FIS Race           | Thomas Lobben                                                             | Yukio Sakano                                                                           | Takanobu Okabe                                                                     |
| 9. März 2005     | FIS Race           | Daniela Iraschko                                                          | Yoshiko Kasai                                                                          | Izumi Yamada                                                                       |
| 9. März 2005     | FIS Race           | Kazuyoshi Sakurai                                                         | Ryōhei Nishimori                                                                       | Thomas Thurnbichler Keita Umezaki                                                  |
| 10. März 2005    | FIS Race           | Daniela Iraschko                                                          | Yoshiko Kasai                                                                          | Izumi Yamada                                                                       |
| 10. März 2005    | FIS Race           | Kentaro Shigematsu                                                        | Arttu Lappi                                                                            | Yukio Sakano                                                                       |
| 1. März 2006     | Continental Cup    | Lindsey Van                                                               | Anette Sagen                                                                           | Jessica Jerome Jacqueline Seifriedsberger                                          |
| 1. März 2006     | FIS Cup            | Mario Innauer                                                             | Gregor Schlierenzauer                                                                  | Yūhei Sasaki                                                                       |
| 2. März 2006     | Continental Cup    | Lindsey Van                                                               | Anette Sagen                                                                           | Izumi Yamada                                                                       |
| 2. März 2006     | FIS Cup            | Mario Innauer                                                             | Hideharu Miyahira                                                                      | Jan Ottar Andersen                                                                 |
| 5. März 2007     | Continental Cup    | Ulrike Gräßler                                                            | Lindsey Van                                                                            | Anette Sagen                                                                       |
| 5. März 2007     | FIS Cup            | Akseli Kokkonen                                                           | Johan Remen Evensen                                                                    | Yukio Sakano                                                                       |
| 6. März 2007     | Continental Cup    | Ulrike Gräßler                                                            | Daniela Iraschko                                                                       | Line Jahr                                                                          |
| 6. März 2007     | FIS Cup            | Johan Remen Evensen                                                       | Yukio Sakano                                                                           | Nicolas Fettner                                                                    |
| 10. März 2007    | FIS Cup            | Johan Remen Evensen                                                       | Yukio Sakano                                                                           | Akira Higashi                                                                      |
| 8. März 2008     | Continental Cup    | Anette Sagen                                                              | Jacqueline Seifriedsberger                                                             | Daniela Iraschko                                                                   |
| 8. März 2008     | FIS Cup            | Hiroki Yamada                                                             | Florian Schabereiter                                                                   | Yūsuke Kaneko                                                                      |
| 9. März 2008     | Continental Cup    | Anette Sagen                                                              | Daniela Iraschko                                                                       | Jessica Jerome                                                                     |
| 9. März 2008     | FIS Cup            | Christian Ulmer                                                           | Kenshirō Itō                                                                           | Yūsuke Kaneko                                                                      |
| 3. März 2009     | Continental Cup    | Anette Sagen                                                              | Daniela Iraschko Izumi Yamada                                                          |                                                                                    |
| 3. März 2009     | FIS Cup            | Hiroaki Watanabe                                                          | Felix Brodauf                                                                          | Shūsaku Hosoyama                                                                   |
| 4. März 2009     | Continental Cup    | Anette Sagen                                                              | Daniela Iraschko                                                                       | Lindsey Van                                                                        |
| 4. März 2009     | FIS Cup            | Shūsaku Hosoyama                                                          | Thomas Diethart                                                                        | Yukio Sakano Felix Brodauf                                                         |
| 1. März 2010     | Continental Cup    | Daniela Iraschko                                                          | Anette Sagen                                                                           | Ulrike Gräßler                                                                     |
| 1. März 2010     | FIS Cup            | Nico Hermann                                                              | David Winkler                                                                          | Felix Brodauf Björn Koch                                                           |
| 2. März 2010     | Continental Cup    | Ulrike Gräßler                                                            | Daniela Iraschko                                                                       | Sara Takanashi                                                                     |
| 2. März 2010     | FIS Cup            | Felix Brodauf                                                             | Kota Endō                                                                              | Nico Hermann                                                                       |
| 2. März 2010     | FIS Race           | Felix Brodauf                                                             | Kenshirō Itō                                                                           | Kota Endō                                                                          |
| 9. März 2011     | Continental Cup    | Yūki Itō                                                                  | Jacqueline Seifriedsberger                                                             | Maja Vtič                                                                          |
| 9. März 2011     | FIS Cup            | Junshirō Kobayashi                                                        | Kazuyoshi Funaki Yūhei Sasaki                                                          |                                                                                    |
| 9. März 2011     | FIS Race           | Junshirō Kobayashi                                                        | Kota Endō                                                                              | Kazuyoshi Funaki Yūhei Sasaki                                                      |
| 10. März 2011    | Continental Cup    | Wettkampf abgesagt                                                        | Wettkampf abgesagt                                                                     | Wettkampf abgesagt                                                                 |
| 10. März 2011    | FIS Cup            | Junshirō Kobayashi                                                        | Akira Higashi                                                                          | Kazuyoshi Funaki                                                                   |
| 3. März 2012     | Weltcup            | Sarah Hendrickson                                                         | Sara Takanashi                                                                         | Daniela Iraschko                                                                   |
| 3. März 2012     | Weltcup            | Sara Takanashi                                                            | Sarah Hendrickson                                                                      | Ulrike Gräßler                                                                     |
| 4. März 2012     | Weltcup            | Sarah Hendrickson                                                         | Sara Takanashi                                                                         | Daniela Iraschko                                                                   |
| 9. Februar 2013  | Weltcup            | Wettkampf wegen starken Windes abgesagt                                   | Wettkampf wegen starken Windes abgesagt                                                | Wettkampf wegen starken Windes abgesagt                                            |
| 10. Februar 2013 | Weltcup            | Sara Takanashi                                                            | Jacqueline Seifriedsberger                                                             | Carina Vogt                                                                        |
| 10. Februar 2013 | Weltcup            | Sara Takanashi                                                            | Jacqueline Seifriedsberger                                                             | Sarah Hendrickson                                                                  |
| 18. Januar 2014  | Weltcup            | Sara Takanashi                                                            | Yūki Itō                                                                               | Carina Vogt                                                                        |
| 19. Januar 2014  | Weltcup            | Sara Takanashi                                                            | Carina Vogt                                                                            | Bigna Windmüller                                                                   |
| 17. Januar 2015  | Weltcup            | Wettkampf wegen starken Windes abgebrochen                                | Wettkampf wegen starken Windes abgebrochen                                             | Wettkampf wegen starken Windes abgebrochen                                         |
| 18. Januar 2015  | Weltcup            | Carina Vogt                                                               | Irina Awwakumowa                                                                       | Špela Rogelj                                                                       |
| 22. Januar 2016  | Weltcup            | Sara Takanashi                                                            | Daniela Iraschko-Stolz                                                                 | Maja Vtič                                                                          |
| 23. Januar 2016  | Weltcup            | Sara Takanashi                                                            | Maja Vtič                                                                              | Ema Klinec                                                                         |
| 20. Januar 2017  | Weltcup            | Yūki Itō                                                                  | Manuela Malsiner                                                                       | Irina Awwakumowa                                                                   |
| 21. Januar 2017  | Weltcup            | Yūki Itō                                                                  | Sara Takanashi                                                                         | Maren Lundby                                                                       |
| 19. Januar 2018  | Weltcup            | Maren Lundby                                                              | Chiara Hölzl                                                                           | Irina Awwakumowa                                                                   |
| 20. Januar 2018  | Weltcup            | JapanKaori Iwabuchi Yūka Setō Yūki Itō Sara Takanashi                     | SlowenienUrša Bogataj Špela Rogelj Ema Klinec Nika Križnar                             | RusslandAnastassija Barannikowa Alexandra Kustowa Sofja Tichonowa Irina Awwakumowa |
| 21. Januar 2018  | Weltcup            | Maren Lundby                                                              | Yūki Itō                                                                               | Sara Takanashi                                                                     |
| 18. Januar 2019  | Weltcup            | Daniela Iraschko-Stolz                                                    | Sara Takanashi                                                                         | Katharina Althaus                                                                  |
| 19. Januar 2019  | Weltcup            | DeutschlandJuliane Seyfarth Ramona Straub Carina Vogt Katharina Althaus   | ÖsterreichJacqueline Seifriedsberger Eva Pinkelnig Chiara Hölzl Daniela Iraschko-Stolz | JapanYūki Itō Yūka Setō Kaori Iwabuchi Sara Takanashi                              |
| 20. Januar 2019  | Weltcup            | Maren Lundby                                                              | Anna Odine Strøm                                                                       | Carina Vogt                                                                        |
| 17. Januar 2020  | Weltcup            | Eva Pinkelnig                                                             | Sara Takanashi                                                                         | Chiara Hölzl                                                                       |
| 18. Januar 2020  | Weltcup            | ÖsterreichDaniela Iraschko-Stolz Marita Kramer Chiara Hölzl Eva Pinkelnig | JapanYūki Itō Nozomi Maruyama Sara Takanashi Yūka Setō                                 | NorwegenAnna Odine Strøm Ingebjørg Saglien Bråten Silje Opseth Maren Lundby        |
| 19. Januar 2020  | Weltcup            | Eva Pinkelnig                                                             | Chiara Hölzl                                                                           | Maren Lundby                                                                       |
| 15. Januar 2021  | Weltcup            | Wettkämpfe wegen der COVID-19-Pandemie abgesagt                           | Wettkämpfe wegen der COVID-19-Pandemie abgesagt                                        | Wettkämpfe wegen der COVID-19-Pandemie abgesagt                                    |
| 16. Januar 2021  | Weltcup/Team       | Wettkämpfe wegen der COVID-19-Pandemie abgesagt                           | Wettkämpfe wegen der COVID-19-Pandemie abgesagt                                        | Wettkämpfe wegen der COVID-19-Pandemie abgesagt                                    |
| 17. Januar 2021  | Weltcup            | Wettkämpfe wegen der COVID-19-Pandemie abgesagt                           | Wettkämpfe wegen der COVID-19-Pandemie abgesagt                                        | Wettkämpfe wegen der COVID-19-Pandemie abgesagt                                    |
| 14. Januar 2022  | Weltcup            | Wettkämpfe wegen der COVID-19-Pandemie abgesagt                           | Wettkämpfe wegen der COVID-19-Pandemie abgesagt                                        | Wettkämpfe wegen der COVID-19-Pandemie abgesagt                                    |
| 15. Januar 2022  | Weltcup            | Wettkämpfe wegen der COVID-19-Pandemie abgesagt                           | Wettkämpfe wegen der COVID-19-Pandemie abgesagt                                        | Wettkämpfe wegen der COVID-19-Pandemie abgesagt                                    |
| 13. Januar 2023  | Weltcup            | Alexandria Loutitt                                                        | Eva Pinkelnig                                                                          | Chiara Kreuzer                                                                     |
| 14. Januar 2023  | Weltcup/Super Team | ÖsterreichChiara Kreuzer Eva Pinkelnig                                    | NorwegenThea Minyan Bjørseth Anna Odine Strøm                                          | DeutschlandKatharina Althaus Selina Freitag                                        |
| 15. Januar 2023  | Weltcup            | Eva Pinkelnig                                                             | Selina Freitag                                                                         | Anna Odine Strøm                                                                   |
| 19. Januar 2024  | Weltcup            | Nika Prevc                                                                | Yūki Itō                                                                               | Alexandria Loutitt                                                                 |
| 20. Januar 2024  | Weltcup/Super Team | SlowenienNika Križnar Nika Prevc                                          | KanadaAbigail Strate Alexandria Loutitt                                                | ÖsterreichJacqueline Seifriedsberger Eva Pinkelnig                                 |
| 21. Januar 2024  | Weltcup            | Wettkampf abgesagt                                                        | Wettkampf abgesagt                                                                     | Wettkampf abgesagt                                                                 |
| 24. Januar 2025  | Weltcup            | Nika Prevc                                                                | Thea Minyan Bjørseth                                                                   | Eva Pinkelnig                                                                      |
| 25. Januar 2025  | Weltcup/Super Team | DeutschlandSelina Freitag Agnes Reisch                                    | NorwegenThea Minyan Bjørseth Eirin Maria Kvandal                                       | ÖsterreichJacqueline Seifriedsberger Eva Pinkelnig                                 |
| 26. Januar 2025  | Weltcup            | Jacqueline Seifriedsberger                                                | Eirin Maria Kvandal                                                                    | Nika Prevc                                                                         |